# Cruel Peter
Cruel Peter è un film del 2019 diretto da Christian Bisceglia e Ascanio Malgarini.
La pellicola, di produzione italiana e di genere horror, ha un cast internazionale. 

## Trama
Messina, 1908: il crudele Peter Hoffman, ragazzino figlio di una nobildonna e orfano di padre, semina il panico uccidendo animali (anche domestici) e ferendo i domestici di sua madre, il tutto costantemente protetto dalla donna. Alla vigilia del terremoto che distrusse la città, il giovane Alfredo (figlio del giardiniere) lo punisce per le sue malefatte seppellendolo vivo: entrambi resteranno uccisi nel terremoto. Giorni nostri: il professore di archeologia di Oxford Norman Nash decide di recarsi proprio a Messina per alcuni studi e porta con sé sua figlia Liz, ragazza rimasta sorda in un incidente stradale in cui sua madre ha trovato la morte. L'uomo iscrive sua figlia presso una scuola per persone sorde, così che possa continuare gli studi anche in tale frangente.
I due entrano immediatamente in contatto con alcuni abitanti del posto, tra cui Bianca e sua zia Emma nonché la vicina di casa Harriet che stabilisce subito un legame con Liz. In seguito al ritrovamento della tomba di Peter e degli oggetti conservati con essa, alcuni fenomeni molto particolari iniziano ad accadere: Liz crede di riuscire a comunicare con il fantasma di sua madre attraverso un artefatto occulto, tuttavia in realtà è Peter ad aver stabilito un contatto con lei. Nel frattempo, il professor Hoffman fa varie ricerche su Peter: introdottosi nella tenuta della sua famiglia, l'uomo ha modo di parlare con un discendente del giardiniere che gli racconta la storia di Peter e Alfredo. L'uomo rivela inoltre che Peter ha commesso anche l'omicidio del suo stesso padre per avere sua madre tutta per sé.
Una notte, Liz viene improvvisamente posseduta da Peter: la ragazza inizia ad avere un atteggiamento stranamente aggressivo, rifiuta improvvisamente il suo essere vegetariana e spaventa il padre al punto che l'uomo accetta di farle passare una nottata con le superstiziose Emma e Bianca. L'uomo rivela inoltre a Bianca di essere lì nonostante la sua fama proprio a causa della reazione avuta in seguito al fatidico incidente che rese sorda la ragazza: in tale occasione il professore distrusse dei reperti molto importanti, gettando un'ombra sulla sua fama accademica.  A casa delle due donne, Liz rivela i poteri sovrannaturali che ora possiede e riceve un esorcismo; il rito viene tuttavia interrotto da suo padre che, pentitosi della sua decisione, la riporta via con sé.
I poteri di Peter prendono di nuovo il sopravvento: questa volta neanche il professore può negare cosa stia accadendo, e si rivolge così nuovamente a Bianca ed Emma per completare l'esorcismo. Le donne gli rivelano che Harriet, la donna con cui Liz ha fatto amicizia non è altri che la madre di Peter, la quale è in realtà una strega intenzionata a riportare in vita suo figlio nel corpo di Liz. La strega prova ad entrare nella casa delle due donne, tuttavia non può farlo senza invito: Emma la invita dunque ad entrare mentre Bianca e Norman raggiungono il cimitero per completare l'esorcismo sulla tomba di Peter, sacrificandosi così al fine di sconfiggere definitivamente il male.
Il rito sembra funzionare: dopo una lotta con le forze del male, lo spirito di Peter abbandona il corpo di Liz e la strega viene uccisa. La vittoria è tuttavia solo apparente: qualche giorno dopo, il fantasma di un carabiniere rivela a Norman che in questo modo si è soltanto fatto in modo che madre e figlio siano nuovamente riuniti e possano ricreare il loro regno di terrore. In quello stesso momento Liz, che è in visita in un museo insieme alla sua classe, entra nuovamente in contatto con Peter e sua madre: l'esorcismo non è effettivamente bastato per liberarla dalla loro influenza.

## Distribuzione
In Italia, il film è stato distribuito come esclusiva da RaiPlay. In altri mercati, l'opera è stata invece distribuita da piattaforme come Netflix e Prime Video. In totale, oltre 60 paesi hanno acquistato i diritti per la distribuzione del film.

## Produzione
Il film è stato girato a Messina e nella Sicilia sud-orientale, in particolare: Villa Roberto e il cimitero monumentale di Messina, Sacrario di Cristo Re, sui colli San Rizzo, ecc.

## Accoglienza
Tommaso Tocci di MYmovies.it assegna al film 3 stelle su 5 affermando: "Separate da un secolo, le storie intrecciate di due borghesie straniere sovrapposte al tessuto sociale del luogo danno vita a un horror convenzionale ma meccanicamente efficace, che azzecca la sua fonte primaria di spavento (la candida perfidia del giovane Peter, ricco tormentatore del proletariato) e rispetta con astuzia le regole di genere, grazie anche a un contorno folkloristico ben tratteggiato."